# Línea 34 (EMT Málaga)

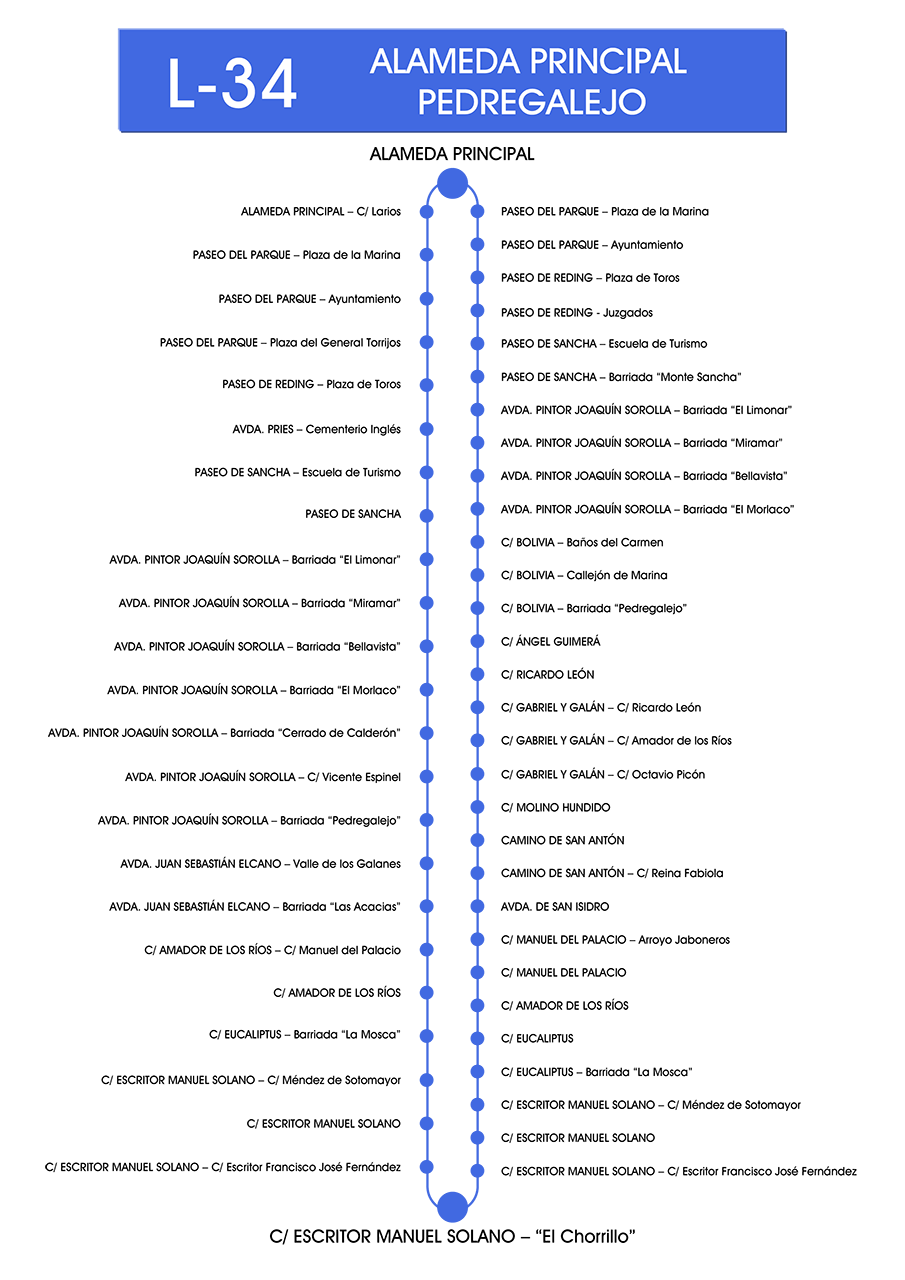
Itinerario de la Línea 34

La línea 34 de la EMT de Málaga une la zona del Centro Histórico de Málaga con las barriadas del Pedregalejo, el Valle de los Galanes o San Isidro. Buena parte de su recorrido lo comparte con el principal eje este de autobús, la línea 11. 
La cabecera se encuentra en la Avenida de Andalucía, compartiendo marquesina con la línea 33, en la de acera de en frente de El Corte Inglés y a unos metros de la Iglesia de San Pedro, y termina en calle Escritor Manuel Solano, en la zona más alta de la barriada de La Mosca.

## Características
La línea empieza en la Alameda, y recorre las calles principales del distrito este. Comparte igualmente su recorrido con otras líneas de la zona. Después de unir Pedregalejo y Valle de los Galanes con San Isidro, la línea pone fin a su recorrido. Además sirve como conexión con la línea 29.
Al principio, su recorrido comenzaba en la Avda. Cervantes, junto a la calle Cortina del Muelle. Compartía la cabecera con otras líneas del este. Más tarde, su cabecera se trasladó a la Alameda.

### Material Móvil
Los autobuses asignados a la línea son MAN NM223F carrozados por Castrosua en su modelo Magnus de 10 m.

## Horarios

### Laborables
| 7        | 8     | 9     | 10       | 11    | 12       | 13    | 14    | 15    | 16 | 17    | 18    | 19    | 20 | 21 | 22 |
| 10 35 55 | 20 45 | 10 35 | 00 25 50 | 15 40 | 05 25 50 | 15 40 | 10 40 | 15 50 | 25 | 00 35 | 10 45 | 20 55 | 30 | 00 | 00 |

| 7     | 8        | 9     | 10    | 11       | 12    | 13    | 14    | 15    | 16 | 17    | 18    | 19    | 20 | 21    |
| 05 40 | 10 30 55 | 20 45 | 10 35 | 00 25 50 | 15 40 | 05 30 | 05 40 | 15 50 | 25 | 00 35 | 10 45 | 20 55 | 30 | 05 30 |

### Sábados
| 8  | 9  | 10 | 11 | 12 | 13 | 14 | 15 | 16 | 17 | 18 | 19 | 20 | 21 |
| 00 | 00 | 00 | 00 | 00 | 00 | 00 | 00 | 00 | 00 | 00 | 00 | 00 | 00 |

| 8  | 9  | 10 | 11 | 12 | 13 | 14 | 15 | 16 | 17 | 18 | 19 | 20 |
| 30 | 30 | 30 | 30 | 30 | 30 | 30 | 30 | 30 | 30 | 30 | 30 | 30 |

### Festivos
| 9  | 10 | 11 | 12 | 13 | 14 | 15 | 16 | 17 | 18 | 19 | 20 | 21 |
| 00 | 00 | 00 | 00 | 00 | 00 | 00 | 00 | 00 | 00 | 00 | 00 | 00 |

| 8  | 9  | 10 | 11 | 12 | 13 | 14 | 15 | 16 | 17 | 18 | 19 | 20 |
| 30 | 30 | 30 | 30 | 30 | 30 | 30 | 30 | 30 | 30 | 30 | 30 | 30 |

## Recorrido

### Ida
Desde la cabecera en la Alameda sur, empieza su recorrido hacia la Plaza de la Marina desde donde toma el Paseo del Parque pasando la plaza del General Torrijos. Sigue por el Paseo de Reding, pasando por la Avenida de Príes, el Paseo de Sancha y la Avenida del Pintor Joaquín Sorolla. Al terminar ésta, cruza hacia el paseo marítimo Pablo Ruiz Picasso. Aquí sigue por la misma vía, por calle Bolivia hasta la altura de Ángel Guimerá, calle donde tuerce a la izquierda hacia el barrio alto del Pedregalejo. En Gabriel y Galán, gira a la derecha. Sigue por la calle Molino Hundido y pasa el puente sobre el Arroyo Jaboneros. Continúa por el Camino de San Antón hasta la rotonda de la salida del Pedregalejo de la A-7. Se incorpora a la avenida de San Isidro, dejando atrás el camino de San Antón para volver al Pedregalejo. Vuelve a cruzar el arroyo antes mencionado por la calle Manuel del Palacio y a la altura de Amador de los Ríos, gira a la derecha hacia la Mosca. Sigue esta calle hasta una pequeña curva a la izquierda, donde busca hacia la derecha la calle Eucaliptus. Sigue por esta calle, pasando bajo el viaducto de la autovía. Continúa por Escritor Manuel Solano, hasta el Belén, donde tiene su cabecera.
| Parada                                                | Código de Parada | Conexión EMT       | Lugares de interés   |
| ----------------------------------------------------- | ---------------- | ------------------ | -------------------- |
| Alameda Principal - Sur                               | 3201             | 32                 |                      |
| Paseo del Parque - Plaza de la Marina                 | 3324             | 32, 33, 35         | Puerto               |
| Paseo del Parque - Ayuntamiento                       | 1123             | 11, 32, 33, 35, N1 | Parque               |
| Paseo de Reding - Plaza de Toros                      | 1103             | 11, 32, 33, 35, N1 | Palacio de Justicia  |
| Paseo de Reding - Juzgados                            | 1104             | 11, 32, 34, 33, N1 |                      |
| Paseo de Sancha - Escuela de Turismo                  | 1105             | 11, 32, 33, 35, N1 |                      |
| Paseo de Sancha - Monte Sancha                        | 1106             | 11, 32, 33, 35, N1 |                      |
| Avda. Pintor Joaquín Sorolla - El Limonar             | 1107             | 11, 32, 33, C3, N1 | Playa de la Caleta   |
| Avda. Pintor Joaquín Sorolla - Miramar                | 1108             | 11, 33, N1         |                      |
| Avda. Pintor Joaquín Sorolla - Bellavista             | 1109             | 11, 33, N1         |                      |
| Avda. Pintor Joaquín Sorolla - El Morlaco             | 1110             | 11, 33, N1         |                      |
| Bolivia - Baños del Carmen                            | 1111             | 11, N1             | Baños del Carmen     |
| Bolivia - Callejón de la Marina                       | 1112             |                    |                      |
| Bolivia - Pedregalejo                                 | 1113             |                    | Playa de Pedregalejo |
| Ángel Guimerá                                         | 3402             |                    |                      |
| Ricardo León                                          | 3403             |                    |                      |
| Gabriel y Galán - Ricardo León                        | 3404             |                    |                      |
| Gabriel y Galán - Amador de los Ríos                  | 3405             |                    |                      |
| Gabriel y Galán - Octavio Picón                       | 3406             |                    |                      |
| Molino Hundido                                        | 3406             |                    |                      |
| Camino de San Antón                                   | 2953             |                    |                      |
| Camino de San Antón - Reina Fabiola                   | 2916             | 29                 |                      |
| Avda. San Isidro                                      | 2917             | 29                 | Residencia 3.ª edad  |
| Manuel del Palacio - Arroyo Jaboneros                 | 2925             | 29                 |                      |
| Manuel del Palacio                                    | 3415             | 29                 |                      |
| Amador de los Ríos                                    | 3408             |                    |                      |
| Eucaliptus                                            | 3409             |                    |                      |
| Eucaliptus - Bda. La Mosca                            | 3410             |                    |                      |
| Escritor Manuel Solano - Méndez de Sotomayor          | 3411             |                    |                      |
| Escritor Manuel Solano                                | 3412             |                    |                      |
| Escritor Manuel Solano - Escritor Fco. José Fernández | 3413             |                    |                      |
| Escritor Manuel Solano - El Chorrillo                 | 3451             |                    |                      |

### Vuelta
Desde el Belén de la calle Escritor Manuel Solano desciende calle abajo hasta la calle Eucaliptus. Al finalizar ésta, se incorpora a Amador de los Ríos, que igualmente recorre hasta desembocar en avenida de Juan Sebastián Elcano. Aquí gira a la derecha para seguir la avenida. Continúa por Pintor Joaquín Sorolla, también por Paseo de Sancha, Avenida de Príes, Paseo de Reding, donde a la altura de la Plaza de Toros toma rumbo hacia el Paseo del Parque. Al llegar a la Alameda, da un rodeo para volver a la cabecera en el lateral sur.
| Parada                                                | Código de Parada | Conexión EMT       | Lugares de interés |
| ----------------------------------------------------- | ---------------- | ------------------ | ------------------ |
| Escritor Manuel Solano - El Chorrillo                 | 3451             |                    |                    |
| Escritor Manuel Solano - Escritor Fco. José Fernández | 3452             |                    |                    |
| Escritor Manuel Solano                                | 3453             |                    |                    |
| Escritor Manuel Solano - Méndez de Sotomayor          | 3454             |                    |                    |
| Eucaliptus - Bda. La Mosca                            | 3455             |                    |                    |
| Eucaliptus                                            | 3456             |                    |                    |
| Amador de los Ríos                                    | 3457             | 29                 |                    |
| Amador de los Ríos - Manuel del Palacio               | 3458             | 29                 |                    |
| Avda. Juan Sebastián Elcano - Las Acacias             | 1158             | 11, N1             |                    |
| Avda. Juan Sebastián Elcano - Valle de los Galanes    | 1159             | 11, N1             |                    |
| Avda. Juan Sebastián Elcano - Pedregalejo             | 1160             | 11, 33, N1         |                    |
| Avda. Juan Sebastián Elcano - Vicente Espinel         | 1161             | 11, 33, N1         |                    |
| Avda. Juan Sebastián Elcano - Cerrado de Calderón     | 1162             | 11, 33, N1         |                    |
| Avda. Pintor Joaquín Sorolla - El Morlaco             | 1163             | 11, 33, N1         |                    |
| Avda. Pintor Joaquín Sorolla - Bellavista             | 1164             | 11, 33, N1         |                    |
| Avda. Pintor Joaquín Sorolla - Miramar                | 1165             | 11, 33, N1         |                    |
| Avda. Pintor Joaquín Sorolla - El Limonar             | 1166             | 11, 33, N1         | Playa de la Caleta |
| Paseo de Sancha - Monte Sancha                        | 1167             | 11, 32, 33, 35, N1 |                    |
| Paseo de Sancha - Escuela de Turismo                  | 1168             | 11, 32, 33, 35, N1 |                    |
| Avda. Príes - Cementerio Inglés                       | 1169             | 11, 32, 33, 35, N1 |                    |
| Paseo de Reding - Plaza de Toros                      | 1170             | 11, 32, 33, 35, N1 |                    |
| Paseo del Parque - Plaza del General Torrijos         | 1171             | 11, 32, 33, 35, N1 |                    |
| Paseo del Parque - Ayuntamiento                       | 1172             | 11, 32, 33, 35, N1 | Parque             |
| Paseo del Parque - Plaza de la Marina                 | 1173             | 11, 32, 33, 35, N1 | Puerto             |
| Alameda Principal - Calle Marqués de Larios           | 1174             | 11, 32, 33, 35, N1 |                    |
| Alameda Principal - Sur                               | 3201             | 32                 |                    |